# Markiana
Markiana is een geslacht van straalvinnige vissen uit de familie van de karperzalmen (Characidae).

## Soorten
- Markiana geayi (Pellegrin, 1909)
- Markiana nigripinnis (Perugia, 1891)